# Rhynchostegiella tenelliformis
Rhynchostegiella tenelliformis là một loài Rêu trong họ Brachytheciaceae. Loài này được (Renauld & Cardot) Broth. miêu tả khoa học đầu tiên năm 1909.